# Falcade
Falcade  es una localidad italiana de la provincia de Belluno, región de Véneto , con 2.112 habitantes.

## Evolución demográfica
| Gráfica de evolución demográfica de Falcade entre 1861 y 2001 |
|                                                               |
| Fuente ISTAT - elaboración gráfica de Wikipedia               |